# فيليب ستيفنز
فيليب ستيفنز (7 مايو 1960 في المملكة المتحدة - ) (بالإنجليزية: Philip Stephens)‏ هو لاعب كريكت بريطاني.

## وصلات خارجية
- فيليب ستيفنز على موقع إي آس بي آن كريك إنفو (الإنجليزية)